# IDOL NATION
IDOL NATION（アイドルネーション）は、2012年から2017年まで行われた日本のアイドルイベント。

## 概要
エイベックスが主催する夏の大型イベント・a-nationが、2012年に野外のスタジアムライブ「stadium fes.」と国立代々木競技場とその周辺で行われるタウンフェス「musicweek」（2013年より「island」）に分離したが、「IDOL NATION」は「musicweek」、「island」の中でアイドルに特化したイベントである。
会場およびその周辺のa-nation islandエリアに入場するには入場料が必要となるが、当イベントのチケットには入場料が含まれているため、チケット所持者は別途入場料を支払う必要はない。

## 歴史

### 2012年
本公演完売につき、同日昼に追加公演が行われた。また、同日には屋外の「a-nation リゾートステージ」にて、「☆JOYSOUND & MMFGroupプレゼンツ☆IDOLPARK〜代々木a番地〜」（出演: 愛乙女☆DOLL、Doll☆Elements、ALLOVER、バクステ外神田一丁目、アイドルカレッジ）も行われた。
a-nation Charge Go! ウィダーinゼリー musicweek IDOL NATION
- 日程: 2012年8月11日
- 会場: 国立代々木競技場第一体育館
- 出演
  - 追加公演: Cheeky Parade（オープニングアクト）、HKT48、東京女子流、ぱすぽ☆、指原莉乃、アイドリング!!!、SUPER☆GiRLS、SKE48
  - 本公演: Cheeky Parade、アップアップガールズ（仮）（オープニングアクト）、HKT48、9nine、SUPER☆GiRLS、東京女子流、アイドリング!!!、SKE48
- 追加公演セットリスト

1. Cheeky dreamer - Cheeky Parade
2. チィキィ ファイター - Cheeky Parade
3. Overture - HKT48
4. チャイムはLOVE SONG - HKT48
5. 君と虹と太陽と - HKT48
6. 真夏のSounds good ! - HKT48
7. ヘビーローテーション - HKT48
8. Rock you! - 東京女子流
9. LolitA☆Strawberry in summer - 東京女子流
10. Limited addiction -Unlimited addiction RoyalMillorball Mix - 東京女子流
11. 夏空HANABI - ぱすぽ☆
12. 少女飛行 - ぱすぽ☆
13. マテリアルGirl - ぱすぽ☆
14. Dear My Friends - ぱすぽ☆
15. それでも好きだよ - 指原莉乃
16. 意気地なしマスカレード - 指原莉乃
17. Yeah! めっちゃホリディ - 指原莉乃
18. One Up!!! - アイドリング!!!
19. 苺牛乳 - アイドリング!!!
20. プールサイド大作戦 - アイドリング!!!
21. Welcome to ♥ S☆G Show!! II - SUPER☆GiRLS
22. EveryBody JUMP!! - SUPER☆GiRLS
23. プリプリ♥SUMMERキッス - SUPER☆GiRLS
24. MAX! 乙女心 - SUPER☆GIRLS
25. Overture - SKE48
26. アイシテラブル! - SKE48
27. ごめんね、SUMMER - SKE48
28. パレオはエメラルド - SKE48
29. ENC-1 手をつなぎながら - SKE48 With HKT48

- 本公演セットリスト

1. Cheeky dreamer - Cheeky Parade
2. Going my ↑ - アップアップガールズ（仮）
3. バレバレI LOVE YOU - アップアップガールズ（仮）
4. アッパーカット - アップアップガールズ（仮）
5. お願い魅惑のターゲット - アップアップガールズ（仮）
6. Overture - HKT48
7. 手をつなぎながら - HKT48
8. チャイムはLOVE SONG - HKT48
9. 君と虹と太陽と - HKT48
10. 真夏のSounds good! - HKT48
11. ヘビーローテーション - HKT48
12. SHINING☆STAR - 9nine
13. 9nine o'clock - 9nine
14. 困惑コンフューズ - 9nine
15. 流星のくちづけ - 9nine
16. Welcome to ♥ S☆G Show!! II - SUPER☆GiRLS
17. 女子力←パラダイス - SUPER☆GiRLS
18. EveryBody JUMP!! - SUPER☆GIRLS
19. プリプリ♥SUMMERキッス - SUPER☆GiRLS
20. MAX! 乙女心 - SUPER☆GiRLS
21. 追憶 -Single ver.- 東京女子流
22. Lolita☆Strawberry in summer - 東京女子流
23. おんなじキモチ - 東京女子流
24. 「職業:アイドル。」 - アイドリング!!!
25. 女神のパルス - アイドリング!!!
26. 無条件☆幸福 - アイドリング!!!
27. One Up!!! - アイドリング!!!
28. Overture - SKE48
29. アイシテラブル! - SKE48
30. ごめんね、SUMMER - SKE48
31. パレオはエメラルド - SKE48
32. ENC-1 バンザイVenus - SKE48
33. ENC-2 1!2!3!4! ヨロシク! - SKE48

### 2013年
a-nation island powered by ウイダーinゼリー IDOL NATION 2013
- 日程: 2013年8月10日
- 会場: 国立代々木競技場第一体育館
- 出演
  - オープニングアクト: Dancing Dolls、Prizmmy☆、ウェザーガールズ、i☆Ris
  - 1部: Dorothy Little Happy、Cheeky Parade、吉川友、Dream5、SKE48[注 1]
  - 2部: 9nine、東京女子流、アップアップガールズ（仮）、SUPER☆GiRLS、アイドリング!!!、AKB48

### 2014年
児玉雨子を構成・演出に迎え、この日限りのスペシャルコラボユニットが組まれた。
a-nation island IDOL NATION NEXT
- 日程: 2014年8月14日
- 会場: 国立代々木競技場第二体育館
- 出演: DJ KOO（DJ）、プリズム☆メイツ、iDOL Street ストリート生選抜、椎名ぴかりん、Prizzmy☆、Prism☆Box、NEO from アイドリング!!!、GEM、Party Rockets、Cheeky Parade、アップアップガールズ（仮）、SUPER☆GiRLS、Dorothy Little Happy
- スペシャルコラボユニット

| ユニット名                                    | 楽曲                                                                                  | メンバー |
| --------------------------------------------- | ------------------------------------------------------------------------------------- | --- |
| IDOL NATION NEXT Special collaboration UNIT-A | 『おジャ魔女カーニバル!!』（MAHO堂）                                                  | 前島亜美（SUPER☆GiRLS）、伊藤祐奈（NEO from アイドリング!!!）、髙橋麻里（Dorothy Little Happy） |
| IDOL NATION NEXT Special collaboration UNIT-B | 『☆恋してYES〜これが私のアイドル道!〜』（iDOL Street ストリート生）                   | 宮崎理奈（SUPER☆GiRLS）、古橋舞悠・橋本瑠果（NEO from アイドリング!!!）、椎名ぴかりん、加藤里保菜（ストリート生e-Street選抜）、みあ（Prizmmy☆）、あいり（プリズム☆メイツ） |
| IDOL NATION NEXT Special collaboration UNIT-C | 『mero mero』（NEO from アイドリング!!!）                                             | 荒井玲良・田中美麗・溝手るか（SUPER☆GiRLS）、佐藤ミケーラ倭子・伊藤祐奈（NEO from アイドリング!!!） 、木戸口桜子（ストリート生e-Street選抜）、河合彩華（ストリート生w-Street選抜）                                                                                            |
| IDOL NATION NEXT Special collaboration UNIT-D | 『EZ DO DANCE』（TRF）                                                                | 渡邉ひかる（SUPER☆GiRLS）、関谷真由（NEO from アイドリング!!!）、早坂香美（Dorothy Little Happy）、小栗かこ・伊山摩穂・武田舞彩・平野沙羅・村上来渚（GEM）、松田美里・三品瑠香（ストリート生w-Street選抜）、かりん・みあ・れいな・ひな（Prizmmy☆）、みれい（プリズム☆メイツ） |
| IDOL NATION NEXT Special collaboration UNIT-E | 『MAX!乙女心』（SUPER☆GiRLS）                                                         | 伊藤祐奈・古橋舞悠・佐藤麗奈（NEO from アイドリング!!!）、勝田梨乃・渡邉幸愛（SUPER☆GiRLS）、白戸佳奈・富永美杜（Dorothy Little Happy）、伊藤千咲美・南口奈々（GEM）、沓掛真珠・山崎詠万（ストリート生e-Street選抜）、ゆうか（プリズム☆メイツ）                               |
| アップアップパレード（仮）                    | 『BUNBUN NINE9’』（Cheeky Parade）、『アッパーカット!』（アップアップガールズ（仮）） | アップアップガールズ（仮）、Cheeky Parade |

### 2015年
DJ KOOをプロデューサーに迎えるとともに、TOKYO IDOL FESTIVAL(TIF)とのコラボレーションを実施。サブタイトルに「DJ KOO produced by DJ アイドルナイト TOKYO IDOL FESTIVAL 後夜祭」とあるように、TOKYO IDOL FESTIVAL 2015（2015年8月1・2日）の翌日に行われた。
a-nation island IDOL NATION×TOKYO IDOL FESTIVAL 〜KOO MEETS IDOL KOO輩 大集合!〜
- 日程: 2015年8月3日
- 会場: 国立代々木競技場第二体育館
- 出演: DJ KOO（Co-Producer）
  - KOO輩（コーハイ）: アイドリング!!![注 2]、iDOL Street Student、i☆Ris、X21、callme、GEM、SUPER☆GiRLS、Cheeky Parade、Doll☆Elements、柊木りお[注 3]、Prizzmy☆、わーすた、and more...

### 2016年
2016年7月29日から8月4日にかけて開催された「a-nation island」の一つとして、国立代々木競技場第二体育館で8月3日に実施された。
a-nation island IDOL NATION ～CASE OF YOYOGI “16”～
- 日程: 2016年8月3日
- 会場: 国立代々木競技場第二体育館
- 出演:SKE48、たこやきレインボー、アップアップガールズ（仮）[6]

### 2017年
国立代々木競技場が2017年から耐震改修工事に入ったことにより、2017年からa-nation islandの開催が見送りとなった。そのため、2017年は開催時期と会場を変更し、「TAKESHIBA MUSIC CRUISE 2017」というイベントの一つとして2部制で実施された。また、本イベントはニコニコ生放送にて生中継が行われた。
IDOL NATION 2017 Spring supported by TMC
- 日程: 2017年5月5日
- 会場: NEW PIER HALL
- 出演: Cheeky Parade（1部）[10]、SUPER☆GiRLS、GEM、わーすた、callme、Chubbiness[11][12][13][14][15][16]